# Douglas Diamond
Douglas Warren Diamond (ottobre 1953) è un economista statunitense, vincitore del premio Nobel per l'economia nel 2022 assieme a Ben Bernanke e Philip H. Dybvig  («le loro scoperte hanno migliorato il modo in cui la società affronta le crisi finanziarie»).
Diamond è meglio conosciuto per il suo lavoro sulle crisi finanziarie e le corse agli sportelli, in particolare l'influente modello Diamond-Dybvig pubblicato nel 1983 e il modello Diamond di monitoraggio delegato pubblicato nel 1984. Nel 2016, gli è stato assegnato il Premio CME Group - MSRI in applicazioni quantitative innovative.

## Biografia
Douglas Warren Diamond è nato il 25 ottobre 1953, figlio di Leon Diamond, uno psichiatra, e Margaret Gunkel Seehafer, un'assistente sociale e professoressa. Di fatto è cresciuto nel quartiere di Hyde Park a Chicago con madre single.
Da adolescente, Diamond inizialmente intendeva studiare biologia molecolare. Si iscrisse alla Brown University, dove decise invece di studiare economia, dopo aver seguito un corso su A Monetary History of the United States di Milton Friedman e Anna Schwartz.  Si laureò alla Brown con un Bachelor of Arts in economia nel 1975. L'anno successivo, nel 1977, Diamond conseguì un master e infine un dottorato in economia nel 1980 presso l'Università di Yale. A Yale, sia Diamond che il futuro co-destinatario del Nobel Philip H. Dybvig furono consigliati da Stephen A. Ross. Secondo Diamond, i due conversavano regolarmente fuori dall'ufficio di Ross mentre aspettavano un appuntamento con lui.
Una versione successiva del terzo capitolo della tesi di dottorato di Diamond del 1980 "Essays on Information and Financial Intermediation" è stata ripubblicata nel 1984 in The Review of Economic Studies con il titolo "Financial Intermediation and Delegate Monitoring". Questa pubblicazione ha coniato il termine "Essays on Information and Financial Intermediation", termine "monitoraggio delegato", e descriveva il modello formale di monitoraggio delegato di Diamond. Secondo il Comitato per il Premio Nobel per le Scienze Economiche, il modello di Diamond è considerato "la prima teoria veramente microfondata dell'intermediazione finanziaria". Dalla sua pubblicazione (1984), Diamond è diventata una pubblicazione fondamentale nel campo degli studi sull’intermediazione finanziaria.

## Carriera
Dal 1979, Diamond insegna alla Booth School of Business dell'Università di Chicago. Dal luglio 2000 ricopre la cattedra Merton H. Miller Distinguished Service, dopo aver ricoperto in precedenza la cattedra Theodore O. Yntema. Dal 2010 al 2014, Diamond ha diretto il Fama-Miller Center for Research in Finance presso l'Università di Chicago.
Diamond ha inoltre lavorato come visiting scientist presso l'Università di Bonn (1983) e la Banca del Giappone (1999), come visiting professor presso l'Università di Scienza e Tecnologia di Hong Kong e la MIT Sloan School of Management, nonché come professore e insegnante. membro della Yale School of Management.

### Premio Nobel Memorial per l'Economia
All'inizio degli anni 2010, Diamond è stato più volte indicato come pretendente al Premio Nobel per le scienze economiche. Nel 2011, Diamond è stato elencato da Thomson Reuters come uno dei "ricercatori che probabilmente saranno in lizza per il premio Nobel in base all'impatto delle citazioni delle loro ricerche pubblicate". È stato nuovamente nominato come pretendente per il premio nel 2013 dall'economista Hubert Fromlet, dal Wall Street Journal e da Catherine Rampell, scrivendo per il New York Times.
Il 10 ottobre 2022, Diamond ha ricevuto il Premio Nobel per le sienze econmomiche insieme al collaboratore di lunga data Philip H. Dybvig e all'ex presidente della Federal Reserve, Ben Bernanke. Gran parte del lavoro per il quale è stato assegnato il premio deriva dal lavoro di Diamond e Dybvig pubblicato all'inizio e alla metà degli anni '80.

## Vita privata
Diamond è sposato con Elizabeth Cammack Diamond dal 1982. La coppia ha due figli, inclusa l'economista Rebecca Diamond.

## Riconoscimenti e premi
- Membro della Econometric Society (dal 1990)[9]
- Membro dell'American Academy of Arts and Sciences (eletto nel 2001)[10]
- Fellow, American Finance Association (selezionato nel 2004)[11]
- Fellow di teoria economica, Society for the Advancement of Economic Theory (2016)
- Membro, National Academy of Sciences (eletto nel 2017)[12]

### Premi
- 2012 - Premio della Morgan Stanley-American Finance Association per l'eccellenza nella ricerca finanziaria[13]
- 2013 - Dottore Honoris Causa, Università di Zurigo[14]
- 2016 - Premio ECM Group-MSRI per le Applicazioni Quantitative Innovative[12]
- 2017 - Medaglia Wilbur Cross[14]
- 2018 - Premio Onassis in Finanza[15]
- 2022 - Premio Nobel Memorial per le scienze economiche[1]